# Loepa katinka
Loepa katinka är en fjärilsart som beskrevs av John Obadiah Westwood 1848. Loepa katinka ingår i släktet Loepa och familjen påfågelsspinnare. Inga underarter finns listade i Catalogue of Life.

## Bildgalleri

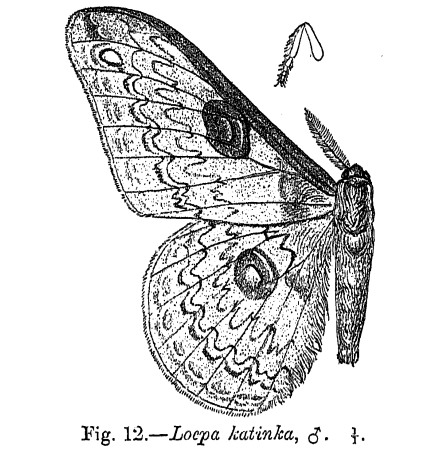
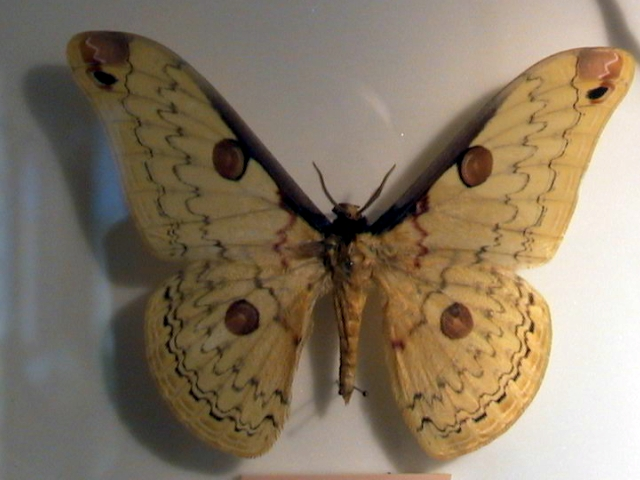